# اقتصاد اسرائیل
اقتصاد اسرائیل، اقتصادی مبتنی بر بازار و تکنولوژی است. اسرائیل واردکننده نفت خام، حبوبات، مواد اولیه وتجهیزات نظامی و صادرکننده الماس برش داده شده، کالاهای با فناوری بالا و محصولات کشاورزی است.
اقتصاد اسرائیل یک اقتصاد آزاد و بسیار توسعه‌یافته است.  اقتصاد پیشرفته اسرائیل قابل به مقایسه با اقتصادادهای کشورهای همسایه و ایران و ترکیه نیست. رونق اقتصاد پیشرفته اسرائیل به کشور این امکان را می‌دهد که دارای یک دولت رفاه پیشرفته، ارتش مدرن و قدرتمند، زیرساخت‌های مدرن که با بسیاری از کشورهای غربی رقابت می‌کند، و یک بخش فناوری پیشرفته که به‌طور رقابتی با سیلیکون ولی در سطح یکسانی قرار دارد، باشد. این کشور پس از ایالات متحده، دومین تعداد بزرگ‌ترین شرکت‌های نوپا را در جهان دارد و پس از ایالات متحده و چین، سومین تعداد بزرگ‌ترین شرکت‌های فهرست شده در نزدک را دارد. شرکت‌های آمریکایی، از جمله اینتل، مایکروسافت و اپل، اولین مراکز تحقیق و توسعه خود را در خارج از کشور در اسرائیل بنا کردند. بیش از ۴۰۰ شرکت چندملیتی فناوری پیشرفته، از جمله آی‌بی‌ام، گوگل، اچ‌پی، سیسکو سیستمز، فیس‌بوک و موتورولا، مراکز تحقیق و توسعه خود را در سراسر کشور افتتاح کرده‌اند. تا سال ۲۰۲۵، صندوق بین‌المللی پول برآورد کرده است که اسرائیل بیست و ششمین اقتصاد بزرگ جهان از نظر تولید ناخالص داخلی اسمی است و یکی از بزرگ‌ترین اقتصادها در خاورمیانه به شمار می‌آید.
بخش‌های عمده اقتصادی کشور شامل فناوری پیشرفته و تولید صنعتی هستند. صنعت الماس اسرائیل یکی از مراکز برش و جلا دادن الماس در جهان است و در سال ۲۰۱۷، ۲۱٪ از کل صادرات را تشکیل می‌دهد. از آنجا که کشور از نظر منابع طبیعی نسبتاً فقیر است، به واردات نفت، مواد خام، گندم، وسایل نقلیه موتوری، الماس‌های خام و ورودی‌های تولید وابسته است. با این حال، وابستگی تقریباً کامل کشور به واردات انرژی ممکن است در آینده تغییر کند، زیرا کشف‌های اخیر ذخایر گاز طبیعی در سواحل اسرائیل و صنعت انرژی خورشیدی اسرائیل نقش پیشرو در بخش انرژی کشور را بر عهده گرفته‌اند.
اتحادیه اروپا، بزرگ‌ترین شریک تجاری اسرائیل است.در سال ۲۰۰۸ تولید سالیانه در اسرائیل به ازای سرانه نیروی کار برابر با هفتاد درصد این میزان در ایالات متحده آمریکا بوده‌است. در زمینه میزان تولیدات و خدمات با فناوری بالا اسرائیل رتبه دوم بعد از ایرلند را در بین کشورهای سازمان همکاری اقتصادی و توسعه داشته‌است.از لحظ شاخص رقابت پذیری جهانی در سال ۲۰۱۱_۲۰۱۰، اسرائیل رتبه بیست وچهار را در جهان داشته‌است.
اسرائیل دومین کشور بعد از ایالات متحده در داشتن شرکت‌های نوپا و خارج از آمریکای شمالی کشوریست که بیش‌ترین تعداد شرکت‌های فهرست شده در بورس نزدک را دارد.در سال ۲۰۱۰ اسرائیل رتبهٔ ۱۷ در میان کشورهای جهان از لحاظ توسعه‌یافتگی اقتصاد را از مؤسسهٔ برجسته و بسیار معتبر آی‌ام‌دی کسب نمود. در همین سال اقتصاد اسرائیل با دوام‌ترین اقتصاد جهان در برابر بحران‌ها رتبه‌بندی شد و همچنین رتبهٔ اول را در سرمایه‌گذاری بر روی مراکز توسعه و تحقیق کسب کرد.
کیفیت بالای آموزش عالی در اسرائیل و ایجاد جمعیت باانگیزه و تحصیل‌کرده به‌طور عمده مسئول ورود کشور به دوران رونق فناوری‌های پیشرفته و توسعه سریع اقتصادی بر اساس استانداردهای منطقه‌ای است. کشور زیرساخت‌های آموزشی قوی و سیستم‌های نوآوری کسب‌وکار با کیفیت بالا را برای ترویج ایده‌های نوآورانه و ایجاد کالاها و خدمات با ارزش توسعه داده است. این پیشرفت‌ها به کشور اجازه داده‌اند که تمرکز بالایی از شرکت‌های فناوری پیشرفته را در مناطق مختلف کشور ایجاد کند. این شرکت‌ها از حمایت مالی یک صنعت سرمایه‌گذاری خطرپذیر قوی برخوردارند. مرکز اصلی فناوری پیشرفته آن، "سیلیکون وادی"، تنها از نظر اهمیت در مقایسه با معادل خود در کالیفرنیا رتبه دوم را دارد. تعداد زیادی از شرکت‌های اسرائیلی به‌خاطر فناوری‌های سودمحور خود و همچنین پرسنل قابل‌اعتماد و باکیفیت شرکتی، توسط شرکت‌های چندملیتی جهانی خریداری شده‌اند.
بانک اسرائیل در سال ۲۰۱۰ رتبهٔ اول را در میان بانک‌های مرکزی برای داشتن عملکرد کارآمد کسب کرد در حالیکه سال ۲۰۰۹ رتبهٔ ۸اٌم را داشت. اسرائیل همچنین به عنوان پیشرو در عرضهٔ نیروی انسانی ماهر رتبه‌بندی شد.

اسرائیل به دلیل واقع شدن در منطقهٔ خاورمیانه که منطقه‌ای خشک، کم‌آب و دارای سطح بالای تابش نور خورشید است، توان خود را معطوف به فناوری‌های دارای بازدهی بالا در این شرایط کرده‌است و یک کشور پیش‌رو در توسعه انرژی خورشیدی، الکتریسیته زمین‌گرمایی و مدیریت آب و حفاظت از آن محسوب می‌شود، و توسعهٔ فناوری‌های روی لَبه در زمینهٔ نرم‌افزار، ارتباطات و علوم زیستی این کشور که غالباً در سیلیکون وادی متمرکز شده‌اند با سیلیکون والی ایالات متحده مقایسه می‌شود. بنا به گزارشی در سال ۲۰۱۰ از سازمان همکاری اقتصادی و توسعه که اسرائیل هم عضو آن است، اسرائیل رتبهٔ اول جهان در صرف هزینه‌های تحقیق و توسعه از تولید ناخالص داخلی را دارد. اینتل و مایکروسافت اولین مراکز تحقیق و توسعه خارج از کشور (آمریکا) خود را در اسرائیل ساختند و دیگر شرکت‌های چند ملیتی فناوری همچون آی‌بی‌ام، گوگل، اپل، هیولت پاکارد (HP)، سیسکو سیستمز، فیسبوک، موتورولا و چند شرکت دیگر تأسیسات تحقیق و توسعه را در این کشور در منطقهٔ سیلیکون وادی باز کرده‌اند که علاوه بر این شرکت‌های خارجی، بسیاری از شرکت‌های فناوری‌های رده‌بالای اسرائیلی در این منطقه مستقر هستند.
در دهه‌های اولیه خود، اقتصاد اسرائیل عمدتاً تحت کنترل دولتی و شکل‌گرفته از ایده‌های سوسیال دموکراتیک بود. در دهه‌های ۱۹۷۰ و ۱۹۸۰، اقتصاد دستخوش مجموعه‌ای از اصلاحات بازار آزاد شد و به تدریج آزادسازی گردید. در سه دهه گذشته، اقتصاد به طور قابل‌توجهی رشد کرده است، اگرچه تولید ناخالص داخلی سرانه سریع‌تر از دستمزدها افزایش یافته است. اسرائیل پیشرفته‌ترین و توسعه‌یافته‌ترین کشور در آسیای غربی است و دارای هفدهمین ذخایر ارزی بزرگ‌ترین جهان و بالاترین میانگین ثروت در بزرگ‌سالان در خاورمیانه (دهمین در جهان از نظر دارایی‌های مالی به ازای هر نفر) است. اسرائیل نهمین صادرکننده بزرگ سلاح در جهان است و بیشترین تعداد میلیاردرها در خاورمیانه را دارد و در رتبه هجدهم جهان قرار دارد. در سال‌های اخیر، اسرائیل یکی از بالاترین نرخ‌های رشد تولید ناخالص داخلی را در میان کشورهای توسعه‌یافته همراه با ایرلند داشته است. مجله اکونومیست اسرائیل را به عنوان چهارمین اقتصاد موفق در میان کشورهای توسعه‌یافته برای سال ۲۰۲۲ رتبه‌بندی کرد. صندوق بین‌المللی پول برآورد کرد که تولید ناخالص داخلی اسرائیل در سال ۲۰۲۳ به میزان ۵۶۴ میلیارد دلار و تولید ناخالص داخلی سرانه آن ۵۸,۲۷۰ دلار است (سیزدهمین در جهان)، رقمی که با سایر کشورهای بسیار توسعه‌یافته قابل مقایسه است. اسرائیل در سال ۲۰۱۰ به سازمان همکاری و توسعه اقتصادی (OECD) دعوت شد. اسرائیل همچنین با اتحادیه اروپا، ایالات متحده، اتحادیه تجارت آزاد اروپا، ترکیه، مکزیک، کانادا، اوکراین، اردن و مصر توافق‌نامه‌های تجارت آزاد امضاء کرده است. در سال ۲۰۰۷، اسرائیل به اولین کشور غیر آمریکای لاتین تبدیل شد که توافق‌نامه تجارت آزاد با بلوک تجاری مرکوسور امضاء کرد.

## تاریخچه
قیمومیت بریتانیا بر فلسطین که از سال ۱۹۲۰ به اجرا درآمد، هدفش محدود کردن خرید زمین‌ها توسط مهاجران یهودی بود. به همین دلیل، جمعیت یهودی در ابتدا بیشتر شهری و سهم بیشتری از مشاغل صنعتی داشت. این توسعه خاص به لحاظ اقتصادی منجر به یکی از معجزات رشد معدود در منطقه شد که در آن ساختار شرکت‌ها عمدتاً توسط بازرگانان خصوصی و نه دولت تعیین می‌شد. اولین بررسی دریاچه مرده در سال ۱۹۱۱ توسط بازرگان و مهندس یهودی روسی، موشه نوومسکی، منجر به تأسیس شرکت پوتاش فلسطین در سال ۱۹۳۰ شد که بعدها به کارخانه‌های دریاچه مرده تغییر نام داد. در سال ۱۹۲۳، بازرگان و مهندس هیدرولیک، پین‌حس روتنبرگ، امتیاز انحصاری تولید و توزیع برق را دریافت کرد. او شرکت برق فلسطین را تأسیس کرد که بعدها به شرکت برق اسرائیل تبدیل شد. بین سال‌های ۱۹۲۰ و ۱۹۲۴، برخی از بزرگ‌ترین کارخانه‌های کشور تأسیس شدند، از جمله شرکت روغن شمن، شرکت سوسیه دِ گران مولن، شرکت سیلیکات فلسطین و شرکت نمک فلسطین.
در سال ۱۹۳۷، در کشور ۸۶ کارخانه نخ‌ریسی و بافندگی وجود داشت که برای ۱۵۰۰ نفر شغل ایجاد کرده بودند. سرمایه و تخصص فنی توسط حرفه‌ای‌های یهودی از اروپا تأمین می‌شد. کارخانه نساجی آتا در کریات آتا، که بعدها به نماد صنعت نساجی اسرائیل تبدیل شد، در سال ۱۹۳۴ تأسیس شد. در سال ۱۹۳۹، سنگ‌بنای یکی از اولین کارخانه‌های صنعت کیبوتز، یعنی کارخانه آجر نعامان، گذاشته شد که نیاز رو به رشد به مصالح ساختمانی را تأمین می‌کرد.
صنعت نساجی در طول جنگ جهانی دوم به سرعت توسعه یافت، زمانی که تأمینات از اروپا قطع شد و تولیدکنندگان محلی برای تأمین نیازهای ارتش منصوب شدند. تا سال ۱۹۴۳، تعداد کارخانه‌ها به ۲۵۰ واحد افزایش یافت، با نیروی کاری ۵۶۳۰ نفر، و تولید ده برابر شد.

### پس از استقلال
پس از کسب استقلال، اسرائیل با یک بحران اقتصادی عمیق مواجه شد. علاوه بر نیاز به بهبودی از تأثیرات ویرانگر جنگ عربی-اسرائیلی ۱۹۴۸، اسرائیل باید صدها هزار پناهنده یهودی از اروپا و تقریباً یک میلیون نفر از جهان عرب را جذب می‌کرد. اسرائیل از نظر مالی تحت فشار شدید قرار گرفت و با بحران اقتصادی عمیقی مواجه شد که به سیاست ریاضت اقتصادی از ۱۹۴۹ تا ۱۹۵۹ منجر شد. بیکاری بالا بود و ذخایر ارزی خارجی نایاب بودند.
در سال ۱۹۵۲، اسرائیل و آلمان غربی توافقی امضا کردند که بر اساس آن آلمان غربی موظف بود به اسرائیل غرامت پرداخت کند تا برای اموال یهودیانی که توسط نازی‌ها دزدیده شده بود، ادعاهای مادی در دوران هولوکاست و جذب پناهندگان جبران شود. در ۱۴ سال آینده، آلمان غربی به اسرائیل ۳ میلیارد مارک (معادل حدود ۷۱۴ میلیون دلار بر اساس نرخ‌های تبدیل ۱۹۵۳–۱۹۵۵ یا معادل تقریباً ۷ میلیارد دلار در پول مدرن) پرداخت کرد. این غرامت‌ها به بخش تعیین‌کننده‌ای از درآمد اسرائیل تبدیل شد و در سال ۱۹۵۶ به ۸۷.۵٪ از درآمد اسرائیل رسید. اسرائیل هرگز روابط دیپلماتیک رسمی با آلمان شرقی نداشت. در سال ۱۹۵۰، دولت اسرائیل اوراق قرضه اسرائیل را برای یهودیان آمریکایی و کانادایی راه‌اندازی کرد. در سال ۱۹۵۱، نتایج نهایی برنامه اوراق قرضه به بیش از ۵۲ میلیون دلار رسید. علاوه بر این، بسیاری از یهودیان آمریکایی کمک‌های مالی خصوصی به اسرائیل کردند که در سال ۱۹۵۶ به ۱۰۰ میلیون دلار در سال برآورد شد. در سال ۱۹۵۷، فروش اوراق قرضه معادل ۳۵٪ از بودجه ویژه توسعه اسرائیل بود. در ادامه قرن، اسرائیل به‌طور قابل‌توجهی به کمک‌های اقتصادی از ایالات متحده وابسته شد، کشوری که همچنین به مهم‌ترین منبع حمایت سیاسی اسرائیل در سطح بین‌المللی تبدیل شد.
درآمدهای حاصل از این منابع در پروژه‌های توسعه صنعتی و کشاورزی سرمایه‌گذاری شد که به اسرائیل اجازه داد تا از نظر اقتصادی به خودکفایی برسد. از جمله پروژه‌هایی که با کمک‌های مالی ممکن شد، می‌توان به نیروگاه حدره، کارخانه‌های دریای مرده، سیستم تأمین آب ملی، توسعه بنادر در حیفا، اشدود و ایلات، کارخانه‌های آب‌شیرین‌کن و پروژه‌های زیرساخت ملی اشاره کرد.
پس از تأسیس کشور، اولویت به ایجاد صنایع در مناطق تعیین‌شده برای توسعه، از جمله لاخیش، اشکلون، نقب و گلیل داده شد. گسترش صنعت نساجی اسرائیل نتیجه توسعه کشت پنبه به عنوان یک شاخه کشاورزی سودآور بود. تا اواخر دهه ۱۹۶۰، نساجی یکی از بزرگ‌ترین شاخه‌های صنعتی اسرائیل بود و تنها بعد از صنعت مواد غذایی قرار داشت. نساجی حدود ۱۲٪ از صادرات صنعتی را تشکیل می‌داد و دومین شاخه بزرگ صادراتی بعد از الماس‌های صیقلی بود. در دهه ۱۹۹۰، نیروی کار ارزان آسیای شرقی سودآوری این بخش را کاهش داد. بسیاری از کارها به ۴۰۰ کارگاه خیاطی عرب اسرائیلی برون‌سپاری شد. با بسته شدن این کارگاه‌ها، شرکت‌های اسرائیلی، از جمله دلتا، پولگات، آرگمان و کیتان، شروع به انجام کارهای خیاطی خود در اردن و مصر کردند، معمولاً تحت توافق QIZ. در اوایل دهه ۲۰۰۰، شرکت‌های اسرائیلی دارای ۳۰ کارخانه در اردن بودند. صادرات اسرائیل به ۳۷۰ میلیون دلار در سال رسید و برای خرده‌فروشان و طراحان مانند مارکس و اسپنسر، گپ، ویکتوریا سکرت، والمارت، سییرز، رالف لورن، کلاوین کلین و دونا کاران تأمین شد.
در دو دهه اول وجود خود، تعهد قوی اسرائیل به توسعه منجر به نرخ‌های رشد اقتصادی شد که بیش از ۱۰٪ سالانه بود. بین سال‌های ۱۹۵۰ تا ۱۹۶۳، هزینه‌ها در خانواده‌های کارگران ۹۷٪ از نظر واقعی افزایش یافت. بین سال‌های ۱۹۵۵ تا ۱۹۶۶، مصرف سرانه ۲۲۱٪ افزایش یافت. در دهه ۱۹۷۰، سرمایه‌گذاری شروع به تغییر از کشاورزی و زیرساخت‌های پایه به صنعت و برنامه‌های دفاعی کرد. این سرمایه‌گذاری‌ها بعداً به عنوان پایه‌ای برای بخش فناوری اسرائیل تبدیل شدند. سال‌های پس از جنگ یوم کیپور ۱۹۷۳ یک دهه از دست رفته از نظر اقتصادی بود، زیرا رشد متوقف شد، تورم به شدت افزایش یافت و هزینه‌های دولتی به طور قابل توجهی افزایش یافت. همچنین بحران سهام بانک‌ها در سال ۱۹۸۳ قابل ذکر است. تا سال ۱۹۸۴، وضعیت اقتصادی تقریباً به حالت فاجعه‌آمیز درآمد و تورم به نرخ سالانه نزدیک به ۴۵۰٪ رسید و پیش‌بینی می‌شد که تا پایان سال بعد به بیش از ۱۰۰۰٪ برسد. با این حال، طرح تثبیت اقتصادی موفقی که در سال ۱۹۸۵ اجرا شد و معرفی اصلاحات ساختاری مبتنی بر بازار در سال‌های بعد، اقتصاد را احیا کرد و راه را برای رشد سریع آن در دهه ۱۹۹۰ هموار کرد و به مدلی برای کشورهای دیگر با بحران‌های اقتصادی مشابه تبدیل شد.
دو توسعه به تحول اقتصاد اسرائیل از ابتدای دهه ۱۹۹۰ کمک کرده است. اولین مورد، امواج مهاجرت یهودی، عمدتاً از کشورهای اتحاد جماهیر شوروی سابق، بود که بیش از یک میلیون شهروند جدید را به اسرائیل آورد. این مهاجران یهودی شوروی، بسیاری از آنها با تحصیلات عالی، دارای منبعی از تخصص علمی و فنی بودند که به پیشرفت بخش فناوری در حال رشد اسرائیل کمک کرد و اکنون حدود ۱۵٪ از جمعیت اسرائیل را تشکیل می‌دهند. دومین توسعه‌ای که به اقتصاد اسرائیل کمک کرد، روند صلحی است که از کنفرانس مادرید در اکتبر ۱۹۹۱ آغاز شد و منجر به امضای توافق‌نامه‌ها و سپس به توافق صلح بین اسرائیل و اردن در سال ۱۹۹۴ شد.
در اوایل دهه ۲۰۰۰، اقتصاد اسرائیل به دلیل فروپاشی حباب دات کام جهانی که بسیاری از استارتاپ‌های تأسیس‌شده در دوران اوج حباب را به ورشکستگی کشاند، وارد یک رکود شد. انتفاضه دوم، که هزینه‌های امنیتی زیادی را برای اسرائیل به همراه داشت، و کاهش سرمایه‌گذاری و گردشگری، باعث شد بیکاری در اسرائیل به دو رقمی برسد؛ رشد در یکی از سه‌ماهه‌های سال ۲۰۰۰ به ۱۰٪ رسید. در سال ۲۰۰۲، اقتصاد اسرائیل در یک سه‌ماهه حدود ۴٪ کاهش یافت. بعداً، اسرائیل موفق شد با گشایش بازارهای جدید به صادرکنندگان اسرائیلی در نقاط دورتر، مانند کشورهای در حال رشد شرق آسیا، بهبودی قابل توجهی ایجاد کند. این امر به لطف بهبودی در بخش فناوری اسرائیل امکان‌پذیر شد، که از کاهش تدریجی بحران دات کام و افزایش تقاضا برای نرم‌افزارهای کامپیوتری، که به نوبه خود به دلیل نرخ‌های رو به رشد استفاده از اینترنت جهانی در آن زمان بود، بهره‌برداری کرد. انفجار تقاضا برای محصولات امنیتی و دفاعی پس از حملات ۱۱ سپتامبر همچنین به اسرائیل اجازه داد تا فناوری‌های بیشتری را به خارج بفروشد – وضعیتی که تنها به دلیل سرمایه‌گذاری‌های پیشین اسرائیل در بخش فناوری و تلاش برای کاهش بیکاری داخلی بالا امکان‌پذیر شد.*
در دهه ۲۰۰۰، سرمایه‌گذاری خارجی به اسرائیل از سوی شرکت‌هایی که قبلاً بازار اسرائیل را نادیده گرفته بودند، سرازیر شد. در سال ۲۰۰۶، سرمایه‌گذاری خارجی در اسرائیل به ۱۳ میلیارد دلار رسید، به گفته انجمن تولیدکنندگان اسرائیل. فایننشال تایمز اظهار داشت که "بمب‌ها می‌افتند، اما اقتصاد اسرائیل رشد می‌کند". علاوه بر این، در حالی که مجموع بدهی خارجی ناخالص اسرائیل ۹۵ میلیارد دلار است، معادل حدود ۴۱.۶٪ تولید ناخالص داخلی، از سال ۲۰۰۱ به یک کشور وام‌دهنده خالص از نظر بدهی خارجی ناخالص (مجموع ارزش دارایی‌ها در برابر بدهی‌های خارجی) تبدیل شده است، که تا ژوئن ۲۰۱۲، مازاد قابل توجهی به ارزش ۶۰ میلیارد دلار داشت. کشور همچنین مازاد حساب جاری را در حدود ۳٪ از تولید ناخالص داخلی خود در سال ۲۰۱۰ حفظ کرده است. در سال ۲۰۲۳، مازاد حساب اسرائیل ۲۵.۳ میلیارد دلار آمریکا بود.
اقتصاد اسرائیل به خوبی توانست از رکود اواخر دهه ۲۰۰۰ عبور کند و در سال ۲۰۰۹ رشد مثبت تولید ناخالص داخلی را ثبت کرده و دهه را با نرخ بیکاری کمتر از بسیاری از همتایان غربی خود به پایان رساند. دلایل متعددی پشت این مقاومت اقتصادی وجود دارد، برای مثال، این که کشور یک وام‌دهنده خالص به جای یک کشور وام‌گیرنده است و همچنین سیاست‌های کلان اقتصادی عمومی و بانک اسرائیل به طور کلی محافظه‌کارانه است. به‌ویژه دو سیاست می‌توان به آن اشاره کرد: اول، امتناع دولت از تسلیم شدن به فشار بانک‌ها برای تخصیص مقادیر زیادی از پول عمومی به آنها در اوایل بحران، که باعث محدود کردن رفتارهای پرخطر آنها شد. دوم، اجرای توصیه‌های کمیسیون باچار در اوایل تا اواسط دهه ۲۰۰۰ که توصیه به تفکیک فعالیت‌های بانکداری سپرده‌ای و بانکداری سرمایه‌گذاری بانک‌ها کرد، بر خلاف روند مخالف آن زمان، به ویژه در ایالات متحده، که شامل کاهش چنین محدودیت‌هایی بود و تأثیر آن تشویق به پذیرش ریسک بیشتر در سیستم‌های مالی آن کشورها بود. امروز، سرمایه‌گذاران آمریکایی بخش مهمی از سرمایه‌گذاران در اسرائیل را تشکیل می‌دهند.

### چالش ها
با وجود رفاه اقتصادی، اقتصاد اسرائیل با چالش‌های زیادی مواجه است که برخی کوتاه‌مدت و برخی بلندمدت هستند. از نظر کوتاه‌مدت، ناتوانی در تکرار موفقیت‌های صنعت ارتباطات در دیگر صنایع در حال رشد بر چشم‌انداز اقتصادی آن تأثیر منفی گذاشته است. همچنین، ناتوانی در پرورش شرکت‌های چندملیتی بزرگ در دهه گذشته نیز پرسش‌هایی درباره توانایی آن در اشتغال‌زایی برای تعداد زیادی از افراد در صنایع پیشرفته ایجاد کرده است. از نظر بلندمدت، اسرائیل با چالش‌هایی نظیر وابستگی بالا به تعداد رو به رشد یهودیان فوق‌ارتدکس که در میان مردان، مشارکت رسمی کمی در نیروی کار دارند، مواجه است و این وضعیت می‌تواند به نسبت پایین‌تری از اشتغال به جمعیت و نسبت وابستگی بالاتری در آینده منجر شود. استنلی فیشر، رئیس بانک اسرائیل، بیان کرد که افزایش فقر در میان یهودیان فوق‌ارتدکس به اقتصاد اسرائیل آسیب می‌زند.طبق داده‌های منتشر شده توسط ایان فُرسمن، 60% از خانواده‌های فقیر در اسرائیل از یهودیان هاردی و عرب‌های اسرائیلی هستند. این دو گروه با هم حدود 25–28% از جمعیت اسرائیل را تشکیل می‌دهند. سازمان‌هایی مانند بنیاد کِماچ، گواهیم، روستای اورشلیم و انجمن شبکه‌سازی تجاری اورشلیم با خدمات اشتغال و رویدادهای شبکه‌سازی به این چالش‌ها پاسخ می‌دهند.

## نگارخانه

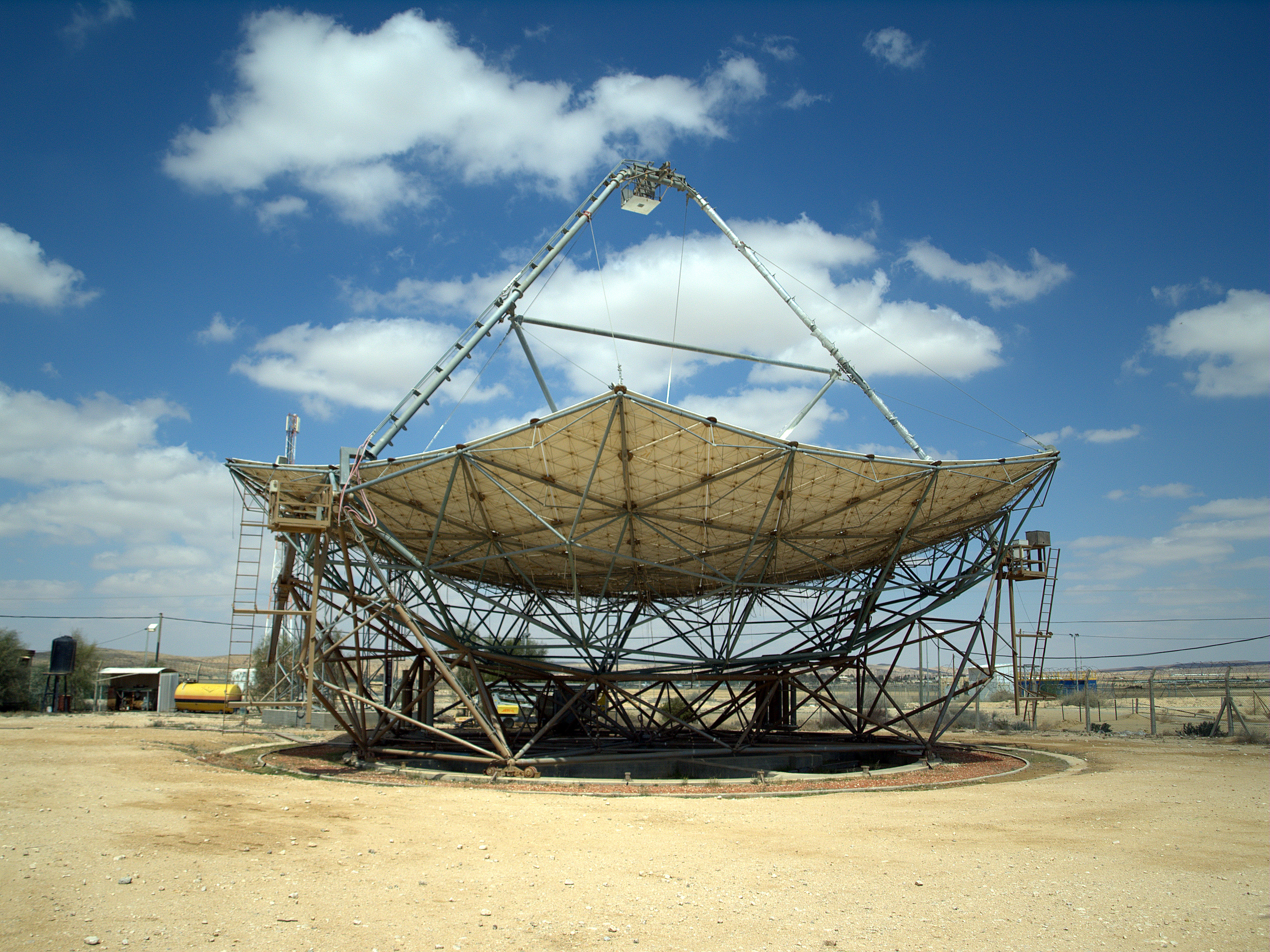
بزرگ‌ترین دیش انرژی خورشیدی جهان در مرکز ملی انرژی خورشیدی بن گورین در صحرای نگب
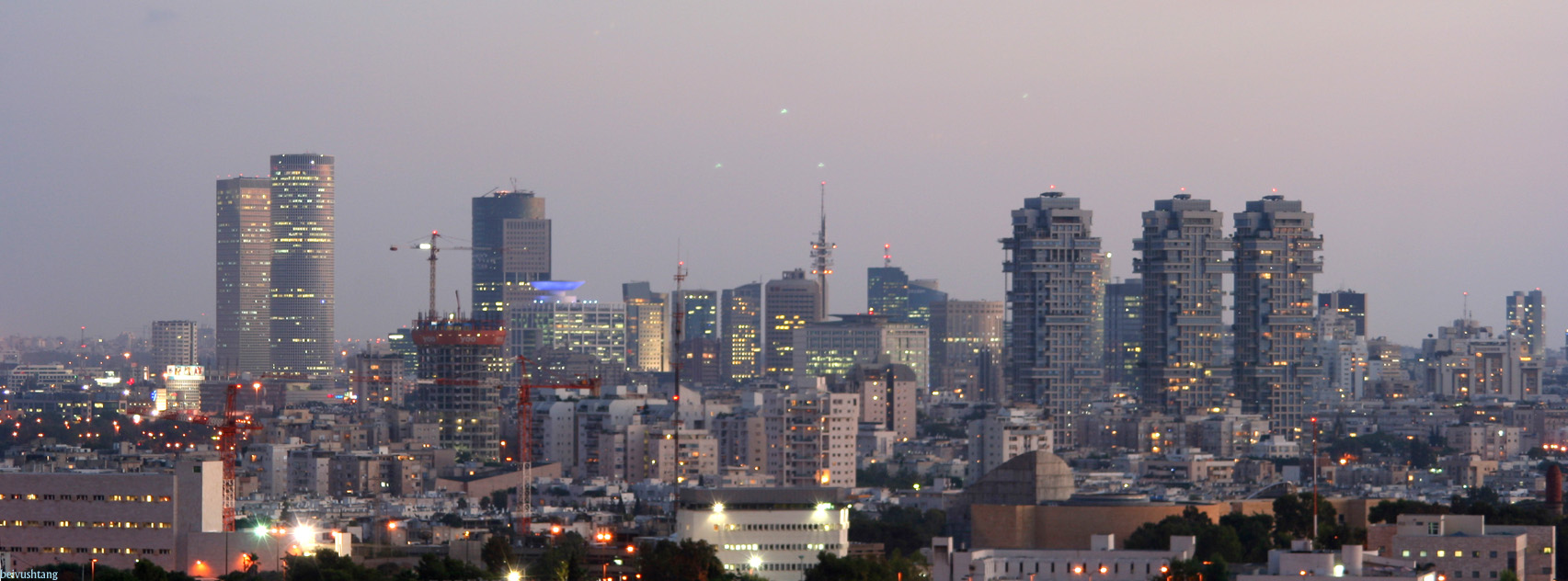
تل آویو قطب فناوری و اقتصاد (۲۰۰۵)